# Monte Usu
O Monte Usu (有珠山, Usu-zan) é um estratovulcão no Parque nacional Shikotsu-Toya, Hokkaido, Japão. Ele entrou em erupção quarto vezes desde 1900: em 1910, 1944-45 (que criou o Shōwa-shinzan), 7 de agosto de 1977, e em 31 de março de 2000. Ao norte encontra-se o lago Toya. O Monte Usu forma a borda sul da caldeira vulcânica que contém o lago.
O Monte Usu e o Shōwa-shinzan são grandes atrações turísticas no Parque nacional Shikotsu-Toya. Um teleférico no Monte Usu leva os visitantes a plataformas de observação com vista para o Shōwa-shinzan.  A erupção de 1977 é mencionada em uma passagem do diário de viagem de Alan Booth, The Roads to Sata. A 34.ª reunião de cúpula do G8 em 2008 aconteceu perto do Monte Usu, no Lago Toya.

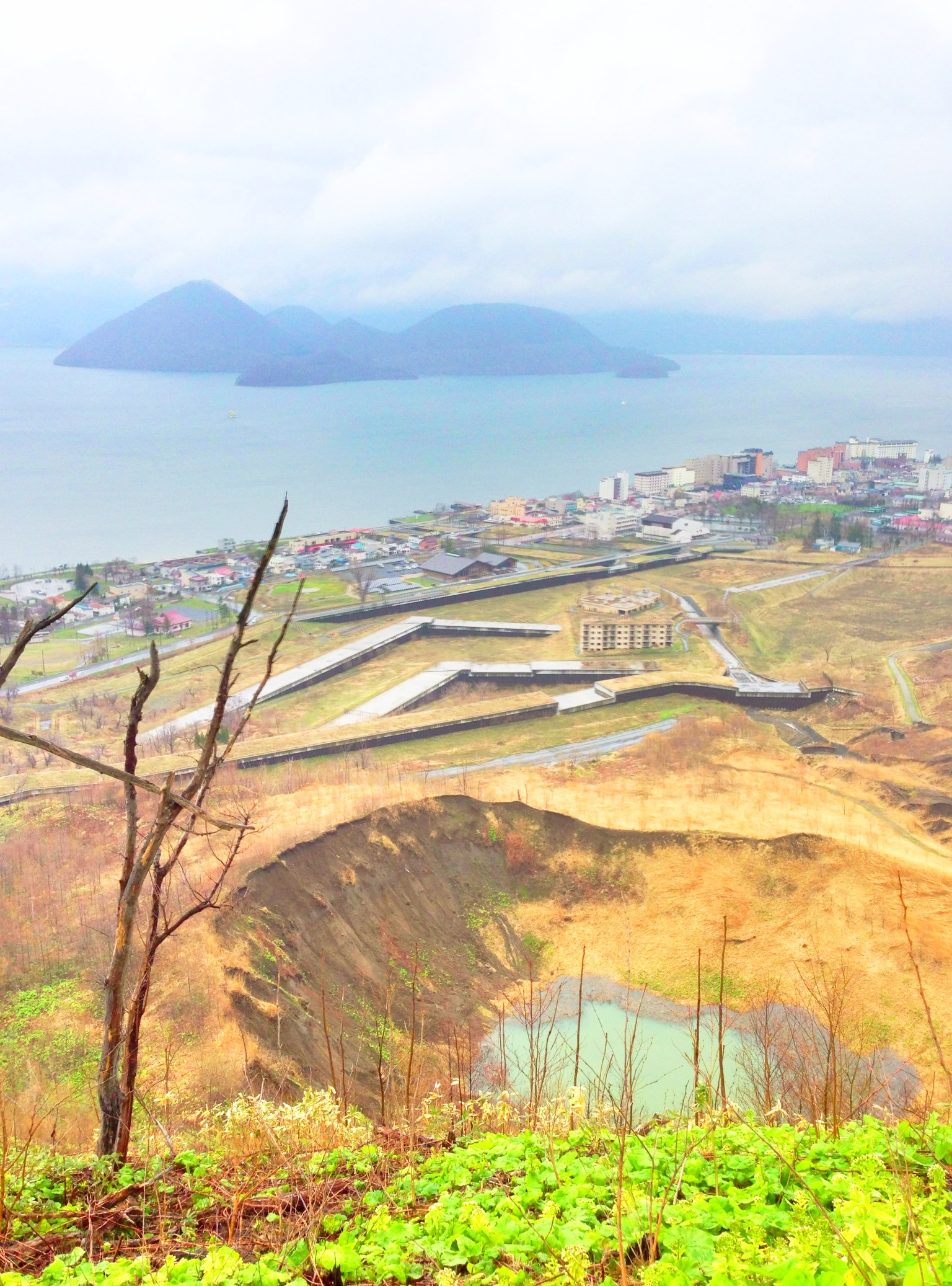
O lago Toya e o monte Usu